# Leinfelden-Echterdingen
Leinfelden-Echterdingen város Németországban, azon belül Baden-Württembergben. Lakosainak száma 40 526 fő (2023. december 31.).

## Városrészei
|  | - Leinfelden - Echterdingen - Musberg - Stetten |

## Népesség
A település népessége az elmúlt években az alábbi módon változott:
| Lakosok száma | 18 859 | 27 240 | 34 338 | 35 263 | 33 694 | 35 334 | 36 026 | 36 808 | 37 609 | 40 526 |
|               | 1961   | 1967   | 1974   | 1980   | 1987   | 1993   | 2000   | 2006   | 2013   | 2023   |